# 冠動脈

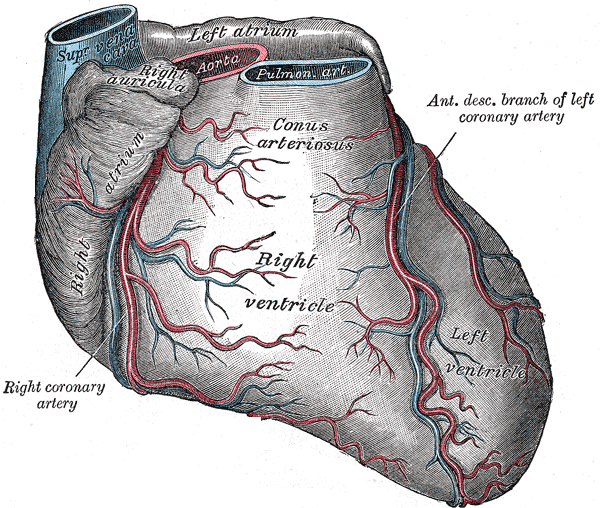
心臓を前から見た図。右冠動脈および左冠動脈の前部の下行枝を示す。

冠動脈（かんどうみゃく、ラテン語: Arteriae coronariae、英語: coronary artery）は、大動脈基底部（大動脈弁直上）のバルサルバ洞に端を発し、心筋にエネルギーを供給する動脈のことである。肝動脈との区別をつけるために、一般的には冠状動脈（かんじょうどうみゃく）と言う。

## 概要
冠動脈は、心臓の上に冠のように乗っている血管（動脈）で、心臓を取り囲むようにして走行している。
冠動脈は、右冠動脈 (Right coronary artery; RCA) と左冠動脈に分かれており、さらに左冠動脈は左冠動脈前下行枝 (Left anterior descending coronary artery; LAD) および左冠動脈回旋枝 (Left circumflex coronary artery; LCX) に分岐する。また、LADとLCXに分かれる前の冠動脈を左冠動脈主幹部 (Left main trunk; LMT or LM or MT) と呼ぶ。
- 右冠動脈 (RCA) は洞房結節、房室結節、右心室、心臓の後壁および下壁に栄養分を供給している。
- 左冠動脈前下行枝 (LAD) は心室中隔、心臓の前壁、心尖部に栄養分を供給している。
- 左冠動脈回旋枝 (LCX) は心臓の左側壁、左後壁に栄養分を供給している。

これらの各枝の栄養領域についてはある程度の個人差がある。特に後下行枝 (PD) と後側壁枝 (PL) の分岐パターンから以下の3つのパターンに大別される。
- 左右均衡型（約10-20%）：最も典型的な分岐パターンで、PDはRCAから、PLはLCXより分枝する。
- 右冠動脈優位型（約70-80%）：LCXの発達がやや弱く、PDとPLが共にRCAより分枝する。
- 左冠動脈優位型（約5-10%）：RCAの発達がやや弱く、PDとPLが共にLCXから分枝する。

また、これら以外にも細かい分枝のパターンや冠動脈の起始部の分枝パターン、さらには本数に至るまで多数のパターンが存在する。
全身に血液を送るポンプのような役割を果たす心臓は脳と並んで、人体の中でも酸素の需要が多い臓器の1つである。もし心臓に酸素を送る冠動脈で動脈硬化を起こしたなら、冠動脈の狭窄や閉塞が起こると、心筋へ十分な酸素が供給できなくなるため、虚血性心疾患を発症する。

## 血液の流れ方の特徴
冠動脈は、他の動脈と違い、心臓の収縮期にその血流は減少し、拡張期に血流が流れる、という性質を持つ。これは、
- 心筋収縮により血管が圧迫され循環抵抗が増すこと。
- 大動脈からのバックラッシュで戻って来た血液が、閉じた大動脈弁に遮られ、冠動脈に流入してゆく。

などの理由による。なお、後者の理由により、心臓弁膜症（大動脈弁閉鎖不全症）や大動脈の動脈硬化は、鬱血性心不全へと至りやすい。